# Holmark Sø
Holmark Sø (dansk) eller Holmarksee (tysk) er en cirka 1,9 ha stor lavvandet sø beliggende ved Holmark syd for Flensborg i det nordlige Sydslesvig. Søen fungerede op til 1900-tallet som fiskesø. Den var med 4,05 ha lidt større end i dag. Men efter etableringen af afløb til Kilså og dermed til Trenen, reducerede sig vandarealet til nu 1,9 ha. Søen er i dag en populær badesø. I omegnen er der flere søer som Sankelmark Sø og Træsø. Landsbyer i nærheden er Lille Volstrup, Lille og Store Solt. Administrativt hører søen under Freienwill Kommune (Lille Solt Sogn) i Slesvig-Flensborg kreds i den tyske delstat Slesvig-Holsten.
Søens navn er første gang nævnt 1780. Stednavnets første led hol er jysk, betyder hul og betegner en lille sø eller vandhul (sml. oldnordisk hol). Måske var hul det oprindelige navn på søen.